# Amarillo Gorillas
Die Amarillo Gorillas waren eine US-amerikanische Eishockeymannschaft aus Amarillo, Texas. Das Team spielte von 2001 bis 2010 in der Central Hockey League.

## Geschichte
Die Amarillo Gorillas wurden 1996 unter dem Namen Amarillo Rattlers als Franchise der Western Professional Hockey League gegründet, in der sie bis zu deren Auflösung im Anschluss an die Saison 2000/01 aktiv waren. Nach der Fusion der WPHL mit der Central Hockey League schlossen sich die Rattlers dieser an, in der sie ein Jahr lang unter dem alten Namen spielten, ehe sie 2002 ihren neuen Namen Amarillo Gorillas annahmen. Der größte Erfolg der Mannschaft war das Erreichen der zweiten Playoffrunde um den Miron Cup in der Saison 2003/04 und 2004/05. Nachdem es in seinen ersten fünf Spielzeiten immer die Play-offs der CHL erreichte, verpasste Amarillo diese 2008 und 2009 gleich zwei Mal hintereinander.
Im Anschluss an die Saison 2009/10 wurde das Franchise aufgelöst und durch ein Franchise der US-amerikanischen Juniorenliga North American Hockey League ersetzt.

## Ehemalige Spieler
Folgende Spieler, die für die Amarillo Rattlers bzw. Amarillo Gorillas aktiv waren, spielten im Laufe ihrer Karriere in der National Hockey League:
| - Todd Bidner - Matt DelGuidice - Mike Lenarduzzi | - Darryl Olsen - Paxton Schulte - Jeremy Stevenson |

## Team-Rekorde

### Karriererekorde
Spiele: 251  David Rattray
Tore: 124  Derek Hahn
Assists: 201  Derek Hahn
Punkte: 325  Derek Hahn
Strafminuten: 642  David Rattray